# آگوستوس اچ. گارلند
آگوستوس هیل گارلند (به انگلیسی: Augustus Hill Garland) سناتور سابق عضو حزب دموکرات ایالات متحده آمریکا بود. وی در سال ۱۸۷۷ تا ۱۸۸۵ میلادی سناتور ایالت آرکانزاس در سنای ایالات متحده آمریکا بود.